# Ochrana

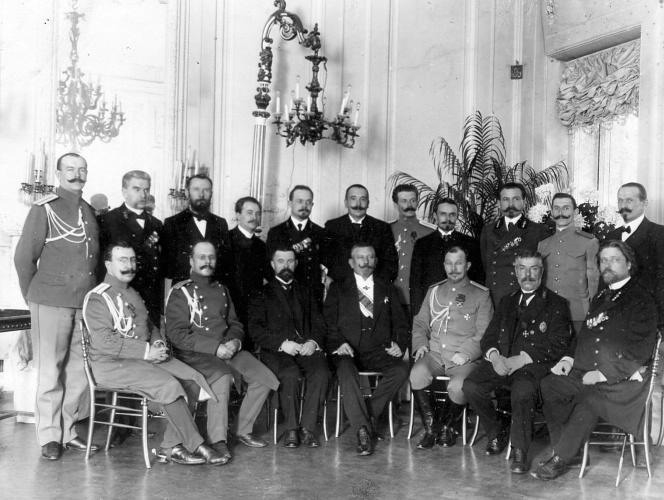
Sankt Petersburgs Ochrana år 1905.

Ochrana (ryska: Oхра́на, ”bevakning”, ”skydd”), egentligen Ochrannoje otdelenije (Охранное отделение, ”säkerhetsavdelningen”), var en hemlig poliskår under tsartiden som grundades den 14 augusti 1882 och var aktiv fram till 1917. Den efterträdde närmast Inrikesministeriets beryktade 3:e avdelning. Dess fullständiga namn var: ”Förvaltning för skydd av den statliga ordningen och den offentliga säkerheten”. Den inrättades efter mordet på Alexander II, genom att fördubbla och tredubbla alla gendarmeri-, polis- och liknande organisationer. Genom Ochranalagen erhöll gendarmeriet rätt:
1. att hos var och en företa husundersökning efter eget godtycke
2. att häkta utan laga dom
3. att deportera till Sibirien
4. att ställa enskilda personer under polisuppsikt
5. att i viktiga fall utföra avrättningar och så vidare.[2]

Ochranan var en fortsättning på Opritjina, det vill säga de ”särskilda personerna”, som inrättats av Ivan den förskräcklige.

## Historia
Ochranans egentliga glanstid dateras efter 1907, det vill säga från den första ryska revolutionens nederlag. Ochranaförvaltningen i Petersburg bildade särskilda underavdelningar som iakttog de olika revolutionära partiernas angelägenheter. Det fanns avdelningar för: 1) socialrevolutionärena, 2) bolsjevikerna, 3) kadetterna, 4) anarkisterna, 5) expropriatörerna och så vidare.
Kännetecknande för Ochranan var dess rikt utbildade provokatörssystem. Bland dess många förbindelser i de revolutionära kretsarna, till stor del uppdagade genom studier efter revolutionen 1917 i kejserliga polisens arkiv, var det ofta svårt att utröna vilka som i revolutionärt intresse övervägande spionerade på polisens verksamhet och vilka som i polisens intresse underblåste den revolutionära rörelsen till en viss grad, för att sedan utlämna de komprometterade till polisen. Kerenskijregeringen gjorde redan 1917 upptäckten att den tidigare presidenten för Moskvas sovjet Kamenev tillhörde Ochranan i Kiev. Folkkommissarierna Trotskij och Lunatjarskij hade tillhört Ochranan i Nizjnij Novgorod. Ochranan understödde bolsjevikerna då den önskade att den yttersta vänstern skulle kompromettera socialismen i duman genom bullerscener och omåttliga fordringar. Lenins vän socialisten Roman Malinovskij utövade under tsarismen sitt mandat som bolsjevikernas gruppledare i duman, men han var samtidigt i Ochranans sold.
Till överbödlarna i Ochranan hörde Kurlov, Trussevitj, Bjeletskij och Dsunkovskij. Den egentliga själen i Romanovs polisstat var dock Stolypin, vars namn särskilt efter 1907 är förknippat med avrättningar för obetydliga orsaker. Under hela Stolypins regim uppskattas antalet avrättade uppgå till mellan 600 och 700 personer. Det skall jämföras med den röda terrorn under Tjekan som enbart 1918–1919 enligt de officiella rapporten ”Två års kamp på den inre fronten” av Ljazis avrättade 1206 personer enbart i Petersburg för ”fientlig hållning mot sovjetmakten”.
Efter revolutionen 1917 gick många ochranaagenter över i bolsjevikernas tjänst, i Tjekan, så att denna i fråga om metoder och personal fick åtskilligt gemensamt med tsartidens ochrana.
Efter det bolsjevikiska maktövertagandet övergick hela Ochranans tusentals handlingar, miljontals kort, teknikernas bästa tablåer, de lärdas verk till de nya makthavarna. Victor Serge, som fick i uppdrag att gå igenom alla dessa arkiverade handlingar, skriver dock att de flesta av Ochranans tjänstemän arkebuserades, liksom alla identifierade provokatörer.